# Breakout wraca do domu
Breakout wraca do domu – koncert wraz z towarzyszącymi imprezami, będący pierwszym benefisem w karierach Miry Kubasińskiej i Tadeusza Nalepy oraz zespołu Breakout.
Wydarzenie odbyło się w dniach 24-26 maja 1985 w Rzeszowie, w ramach X edycji Festiwalu Rock Galicja. Jego pomysłodawcą był Tomasz Paulukiewicz (również konferansjer koncertu), który wraz z Leszkiem Opiołą go wyprodukował. Pretekstem do jego zorganizowania było dwudziestolecie powstania w Rzeszowie zespołu Blackout, który w roku 1968 przekształcił się w Breakout.

## Przebieg wydarzenia
Najważniejszą częścią 3-dniowego wydarzenia był koncert w hali „Walter” (25 maja 1985). Wzięli w nim udział: Mira Kubasińska (voc), Tadeusz Nalepa (voc,g), Józef Skrzek (voc, bg, hca), Andrzej Nowak (g), Bogdan Kowalewski (bg), Marek Surzyn (dr) oraz Artur Hajdasz (dr) – syn Józefa Hajdasza, legendarnego perkusisty zespołów Blackout i Breakout, przebywającego w owym czasie w USA. Specjalnym gościem imprezy był Bogdan Loebl – poeta, prozaik, autor piosenek i bluesów, współtwórca sukcesów zespołów Blackout, Breakout oraz Tadeusza Nalepy.
Podczas koncertu zadebiutowała grupa 1984, która wystąpiła na jego początku.
Najważniejszą z imprez dodatkowych „Breakout wraca do domu” była wystawa zdjęć Marka Karewicza. Była to pierwsza wystawa w karierze tego fotografika, której tematem byli muzycy grający rocka, a nie jazz.
Przy okazji koncertu wydana została książeczka zawierająca historię zespołu Blackout i Breakout autorstwa Dariusza Michalskiego.
Tytuł imprezy nawiązywał do treści napisów „Blackout do domu”, jakie malowali fani na rzeszowskich murach, pod koniec lat sześćdziesiątych, kiedy zespół na stałe przeniósł się do Warszawy. Historię tę opowiedział twórcom imprezy Bogdan Loebl.
„Breakout wraca do domu” był ostatnią edycją festiwalu Rock Galicja i zarazem pierwszym z widowisk zorganizowanych przez rzeszowski Alma-Art.

## Następstwa
Było to pierwsze w Polsce widowisko z popularnego później cyklu wspomnieniowych koncertów tzw. „dinozaurów”.
Koncert był nagrywany w całości przez Polskie Radio w Rzeszowie. Tadeusz Nalepa zamierzał wydać „Breakout wraca do domu” jako swoją pierwszą płytę koncertową. Niestety zarejestrowany podczas imprezy materiał zaginął.    
Jednym z efektów tego wydarzenia był symboliczny powrót Tadeusza Nalepy do swojego rodzinnego miasta, poprzez nawiązanie współpracy z Alma Art w Rzeszowie. Artysta w drugiej połowie lat osiemdziesiątych ubiegłego wieku brał udział w widowiskach organizowanych w Rzeszowie przez to biuro, takich jak „Sztafeta”, patronował cyklicznej imprezie „Klubowe Spotkanie Bluesowe”, a także prowadził warsztaty dla młodych muzyków związanych z Alma-Art.
„Breakout wraca do domu” zapoczątkował, trwającą aż do śmierci artysty, współpracę Tadeusza Nalepy z Tomaszem Paulukiewiczem - road managerem i konferansjerem jego koncertów (1985–1989), autorem widowisk z jego udziałem (m.in. „Rzeka Dzieciństwa - 60 urodziny”) i jemu poświęconych (Breakout Festiwal 2007 – Wysłuchaj mojej pieśni Panie), a także jego biografem (m.in. film „Blues” i opowieść o życiu artysty dołączona do boxu zawierającego wszystkie płyty sygnowane nazwiskiem Tadeusza Nalepy: „Tadeusz Nalepa, 1982-2002, MMP 13 CD BOX 001”).